# Vilémovice (okres Havlíčkův Brod)
Vilémovice (německy Wilimowitz) jsou obec v okrese Havlíčkův Brod v Kraji Vysočina. Žije zde 260 obyvatel.

## Historie
První písemná zmínka o obci pochází z roku 1294. Vesnice patřila ve 13. století vilémovskému klášteru. V té době zde byl jen statek, který stával před dnešním zámkem, a několik stavení. V pozdější době řád ves buď prodal, nebo pronajímal. V roce 1390 je jako majitel vsi uváděn vladyka Václav z Dobrovítova a Vilémovic. Po něm je uváděn od roku 1406 vladyka Mikuláš z Vilémovic, který připojil svou pečeť ke stížnému listu české šlechty proti upálení Mistra Jana Husa. Zemřel před rokem 1460. Ves připadla jako odúmrť českému králi Jiřímu z Poděbrad.
Obec Vilémovice v roce 2008 obdržela ocenění v soutěži Vesnice Vysočiny, konkrétně získala ocenění oranžová stuha, tj. ocenění za spolupráci obce a zemědělského subjektu. Obec Vilémovice v roce 2010 obdržela ocenění v soutěži Vesnice Vysočiny, konkrétně získala ocenění mimořádné ocenění za nejlepší projekt ze SF. Obec Vilémovice v roce 2012 obdržela ocenění v soutěži Vesnice Vysočiny, konkrétně získala ocenění diplom za neustálé zlepšování občanské vybavenosti.
| Rok            | 1869 | 1880 | 1890 | 1900 | 1910 | 1921 | 1930 | 1950 | 1961 | 1970 | 1980 | 1991 | 2001 | 2013 |
| Počet obyvatel | 363  | 391  | 327  | 303  | 274  | 274  | 253  | 178  | 204  | 185  | 204  | 204  | 205  | 238  |

## Pamětihodnosti
- Zámek Vilémovice
- Vilémovický tis